# Анісімов Петро Анкіндинович
Ані́сімов Петро́ Анкінди́нович (*1777, місто Вятка — †1852, місто Сарапул) — представник вятської династії ієреїв, місіонер, просвітитель, архітектор. Член-кореспондент Вятської губернського статського комітету.

## З життєпису
Закінчив Вятську духовну семінарію в 1802 році. З 1807 року став протоієреєм собору в місті Глазов, з 1809 року — в місті Сарапулі, де був благочинним всього Сарапульського повіту. Того ж року виступив ініціатором віспощеплення в повіті. З 1813 року — наглядач народного училища, в 1820 році заснував Сарапульське духовне училище і став його першим наглядачем. З 1835 року став одним із організаторів першої публічної бібліотеки, яку відкрив у себе вдома.
Цікавився вятськими древностями. Проектував храми, іноді разом з братом Михайлом, губернським архітектором, а також за участі С. О. Дудіна. Створив проекти храмів для сіл Чеганда, Данилово, Козлово, міста Сарапул. В пам'ять про Анісімова створені стипендії при Сарапульському духовному училищі в 1852 році та Вятській духовній семінарії в 1882 році.